# Minhag
| Židé a judaismus |
| Židé • Judaismus • Kdo je Žid |
| Ortodoxní • Konzervativní (Masorti) Progresivní (Reformní - Liberální) • Ultraortodoxní Samaritáni • Falašové • Karaité                                                                                            |
| Etnické skupiny a jazyky |
| Aškenázové • Sefardové • Mizrachim Hebrejština • Jidiš • Ladino • Ge'ez • Buchori |
| Populace (vývoj) |
| Evropa • Amerika • Asie • Afrika • Austrálie |
| Náboženství |
| Bůh • Principy víry • Boží jména 613 micvot • Halacha • Noachidské zákony Mesiáš • Eschatologie |
| Židovské myšlení, filosofie a etika |
| Židovská filosofie Cdaka • Musar • Vyvolenost Chasidismus • Kabala • Haskala |
| Náboženské texty |
| Tóra • Tanach • Mišna • Talmud • Midraš Tosefta • Mišne Tora • Šulchan aruch Sidur • Machzor • Pijut • Zohar |
| Životní cyklus, tradice a zvyky |
| Obřízka • Pidjon ha-ben • Simchat bat • Bar micva Šiduch • Svatba • Ketuba • Rozvod (Get) • Pohřeb Kašrut • Židovský kalendář • Židovské svátky Talit • Tfilin • Cicit • Kipa Mezuza • Menora • Šofar • Sefer Tora |
| Významné postavy židovství |
| Abrahám • Izák • Jákob • Mojžíš Šalomoun • David • Elijáš • Áron Maimonides • Nachmanides • Raši Ba'al Šem Tov • Ga'on z Vilna • Maharal                                                                           |
| Náboženské budovy a instituce |
| Chrám • Synagoga • Ješiva • Bejt midraš Rabín • Chazan • Dajan • Ga'on Kohen (kněz) • Mašgiach • Gabaj • Šochet Mohel • Bejt din • Roš ješiva                                                                      |
| Židovská liturgie |
| Šema • Amida • Kadiš Minhag • Minjan • Nosach Šacharit • Mincha • Ma'ariv • Musaf |
| Dějiny Židů |
| starověk • středověk • novověk |
| Blízká témata |
| Antisemitismus • Gój • Holocaust • Izrael Filosemitismus • Sionismus Abrahámovská náboženství |
| z • d • e |

Minhag (hebrejsky מנהג‎, zvyk či zvyklost; pl. minhagim) je v judaismu akceptovaný zvyk nebo skupina zvyků. Minhag může odkazovat na následující:
- Zvyk, který byl přijat jako závazný do obecné praxe a stává se jedním z pramenů židovského náboženského práva. Příkladem je nošení kipy.
- Místní zvyk (minhag ha-makom) vztahující se a platný pouze v určité lokalitě (země, oblast, obec) platný pouze pro komunitu v dané lokalitě. Tyto druhy minhagů jsou podrobně rozebírány v Mišně a Talmudu. Tyto druhy minhagů jsou zaznamenány ve zvláštních knihách (sifrej minhagim). Typickou ukázkou je např. rozdíl v době, která musí uběhnout mezi požitím masa a mléka nebo zvyky ohledně konzumace rýže a luštěnin během svátku Pesach.[pozn 1]
- Minhag může také odkazovat na různé liturgické rity, které se vyvinuly v průběhu dějin tj. minhag Polin, minhag Aškenaz. Tyto minhagim se někdy překrývají s termínem nosach, ale nejsou identické.

## Etymologie slova
Samotné slovo je odvozené od kořene נהג n-h-g - vést, řídit. V Bibli je použito v 2Kr 9, 2 ve smyslu řízení vozu. Význam „zvyk“, „úzus“ pochází až z pobiblického období a v tomto významu jej přijímá raný rabínský judaismus.

## Postavení minhagu v židovském právu

### Minhag v Bibli
Minhag je jedním ze základních pramenů židovského náboženského práva. Zvykové právo zaujímalo pravděpodobně důležité postavení již během darování/kodifikace textu Tóry - tím by se vysvětlovalo, proč Tóra nerozebírá obšírněji zákony ohledně některých nařízení, zatímco u jiných tak činí velmi důkladně.[zdroj⁠?!] Jedním z takových příkazů je ustavení svátku Roš chodeš, které je v Tóře zmíněno pouze jako den přídavné oběti (musaf), aby se zabránilo identifikaci oslavy novoluní s pohanským svátkem boha měsíce Íla.[zdroj⁠?!] Veškerá konkrétní nařízení ohledně oslavy a určování novoluní jsou pozdějšího data.

### Minhag v rabínské literatuře
Soubor tradic obsažených v Mišně (tedy jednom z hlavních zdrojů halachy) není nic jiného, než výsledek konsolidace lidových zvyků - minhagů - a tradic tak, jak byly rozšířeny mezi starověkým židovstvem a vyřazení nebo odmítnutí zvyků, které byly v rozporu s Tórou nebo které neměly dostatečnou oporu. Velké množství zvyků se nachází v Talmudu, kde se hovoří o zvycích obyvatel jednotlivých měst, zemí nebo o zvycích příslušníků jednotlivých profesí. Tyto zvyky se týkají jak otázek náboženských, tak ryze věcných jako např. údaje, že noc (a tím i nový den v týdnu) začíná východem tří hvězd. Pozdější výroky (tj. výroky amoraitů v gemaře), které odkazují na obecně platný minhag, jsou uvedenu buďto slovy „Máme tradici, že...“ nebo přímo „Jsme/jsou zvyklí, že...“ O autoritě takové tradice se už většinou dále nepolemizuje, což naznačuje, že řada tradic zůstala zachována v ústním podání i po uzavření textu Mišny a že obecně přijímaný způsob konání v dané věci (který ovšem není v rozporu s Tórou) byl v té době již brán jako důvěryhodný argument pro vyvození právního nařízení.

## Odmítání zvyků
Mezi rabínskými autoritami existovala zvláště v potalmudickém období silná averze vůči zvykům, které byly svou povahou podivné, hloupé, pověrečné nebo zvykům, které byly přijaty jako východisko z existenční nouze pod tlakem okolností. V těchto svých snahách často naráželi především na odpor prostého obyvatelstva. Rabíni tyto zvyky označovali jako „zvyky Amorejců“. Jednou z vedoucích autorit brojících proti takovým minhagům byl Maimonides. V případě liturgických minhagů ale jejich snaha byla spíše neúspěšná a v židovské liturgii řada tzv. východisek z nouze zůstala a stala se plnohodnotnou součástí židovské bohoslužby. Dalšími zvyky, které se dostaly do liturgie a byly pozdějšími autoritami zpochybňovány jsou např. Tašlich nebo Kaparot.

## Minhagy jako zvyky obcí dnes
Řada obcí dnes má své vlastní specifické minhagy, ať už co se týče liturgie, náboženské praxe nebo halachy. Mezi halachická ustanovení, platná v České republice a která mají status minhagu je např. takana (přechodné ulehčující ustanovení) povolující používání pražského metra o šabatu[zdroj⁠?!]. V konzervativních obcích a v liberálních komunitách je tendence vytvářet vlastní minhagy a rušit minhagy stávající nebo minhagy, které jsou považovány za zastaralé a jejich dodržování za zbytečné (zvyky ohledně oblékání, některá nařízení ohledně omezení činnosti o šabatu).